# الاتصالات في مدغشقر
تتضمن الاتصالات في مدغشقر الصحف، والراديو، والتلفاز، الهواتف الثابتة والمتنقلة، والإنترنت.

## الصحف
- L’Express de Madagascar, صحيفة يومية مملوكة للقطاع الخاص.
- Midi Madagsikara, صحيفة يومية مملوكة للقطاع الخاص.
- Madagascar Turibune, صحيفة يومية مملوكة للقطاع الخاص.
- La Gazette de la Grande Ile, صحيفة مملوكة للقطاع الخاص
- Lakroa (cross), صحيفة أسبوعية كاثوليكية

### حرية الصحافة
على الرغم من أن الدستور يمنح الحرية للصحافة فإن قدرتها على انتقاد نظام الحكم محدودة جدًا، ومع انعدام قانون للاتصالات لحماية الحريات الصحفية فإن ذلك يتيح للسلطات مقاضاة الصحفيين بموجب القانون الجنائي بتهمة التشهير إن أساء محتوى تقاريرهم إلى نظام الحكم الجاري.
وقد صرح وزير الاتصالات الفعلي في نوفمبر 2012 بأن التقارير التي تلحق الضرر بالمصلحة العامة قد حُظِرت من وسائل الإعلام العامة، ومن الجدير بالذكر بأنه في نيسان 2012 تم استجواب رئيس تحرير صحيفة  Le Courrier de Madagascar لعدة ساعات من قبل رجال الشرطة بعد نشره لقصة تحمل عنوان «الحَوْكَمَة- بيوت الدعارة تستولي على المستويات العليا»، وغالبًا ما تهدف السلطات إلى تهديد ومضايقة المحققين الصحفيين، حيث أنه في أيار 2012 استوقفت الشرطة صحفيًا يعمل لأجل صحيفة La Verite المؤيّدة للحكومة وهو في طريقه لتغطية حدث في العاصمة أنتاناناريفو، وبحسب ما تشير إليه الادعاءات قامت الشرطة بالاعتداء على الصحفي بالضرب وقد كُسِرَت ذراعه جرّاء ذلك، وجميع الصحفيين الذين تم الإفراج عنهم بكفالة بقوا عرضةً للاعتقال مجددًا في أي وقت.

## الإذاعة والتلفزيون
- المحطات الإذاعية: تمتلك الإذاعة المدغشقرية الوطنية (RNM) المملوكة من قبل الدولة شبكة وطنية واسعة النطاق، بالإضافة إلى محطات البث الإذاعية الخاصة في المدن والبلدات الكبرى، وتسيطر الإذاعة التي تملكها الدولة على المناطق الريفية، وتتواجد مرحلات اثنتين من محطات البث الدولية في العاصمة أنتاناناريفو.[4]
- الإذاعة المدغشقرية الوطنية (RNM), مملوكة من قبل الدولة.
- Radio Bon Bosco, كاثوليكية.
- راديو Lazan 'Iarivo (RLI) (Glory of Iarivo)، خاص.
- Radio Antsiva, مملوكة للقطاع الخاص.
- المحطات الإذاعية: 3.05 مليون (1997)
- محطات التلفزيون: تمتلك الإذاعة المدغشقرية الوطنية (RNM) المملوكة من قبل الدولة شبكة وطنية واسعة النطاق، بالإضافة إلى محطات البث الإذاعية الخاصة في المدن والبلدات الكبرى، وتسيطر الإذاعة التي تملكها الدولة على المناطق الريفية، وتتواجد مرحلات اثنتين من محطات البث الدولية في العاصمة أنتاناناريفو (2007)
- التلفاز المدغشقري (TVM)، مملوك من قبل الدولة.
- راديو وتلفزيون أنالامانجا (RTA)، مملوك للقطاع الخاص.
- تلفزيون مدغشقر (MATV)، مملوك للقطاع الخاص.
- أجهزة التلفزيون: 325,000 (1997)

يمتلك الرئيس السابق، مارك رافالومانانا، والزعيم الحالي أندري راجولينا منافذ إذاعية.

### قيود الإعلام
على الرغم من أن القانون يمنح حرية التعبير، إلا أن السلطات تقيدها إلى درجةٍ بعيدةٍ عن طريق تخويف المعارضين أو سجنهم أو اللجوء إلى العنف عندما تفشل التهديدات في ردع الانتقادات. وقد استهدف وزير الاتصالات الفعلي أولئك الذي أبدو المعارضة بإرساله رسائل تحذير رسمية إلى منافذ الأخبار التي أثارت استياء نظام الحكم. ويقدر أنه مابين عام 2010 إلى 2012 تمت مصادرة مايقارب 80 رخصة لمحطات إذاعية وأُمرت هذه المحطات بإيقاف البث على الفور، وبحلول نهاية عام 2012 لم يكن قد تم السماح لهم بالعودة لمزاولة مهنتهم. وفي أيلول 2012 تم إيقاف رئيس تحرير محطة التلفاز الوطنية ووفقًا لما ورد فإن ذلك يرجع لكون المحطة قد عرضت سياسيين معارضين على الهواء، كما أوقفت السلطات الصحفيين الذين يواصلون البث على الرغم من تحذيرات الحكومة، وقد مارس الصحفيون الرقابة الذاتية على نطاقٍ واسعٍ للحفاظ على إمكانية الوصول للمصادر وللبقاء آمنين.
وقد اعتقلت السلطات في أيار الثاني من عام 2012 محرري المحطة الإذاعية الخاصة Free FM Lalatiana راكوتوندرازافي وفيديل رزارا بييري لإجراء تحقيقٍ استمر يومين عقب دعوى قضائية قد رفعها مامي رافاتومانجا، وهو موالٍ معروف لنظام الحكم الفعل، وبعد سلسلة من المظاهرات العامة التي تطالب بحرية أكبر للصحافة في نفس الشهر الذي يصادف إحياء الذكرى السنوية الأولى لـ Free Fm، اتُهم محررو الإذاعة بالحث على الخروج على النظام، وتدمير الممتلكات العامة، وتصعيد معارضة قوات الأمن، وجمع حشود مظاهرة دون تصريح، وفي الثاني والعشرين من تموز 2012 أغلقت السلطات المحطة الإذاعية، واختبأ الصحفيانِ بالإضافة لزميلٍ آخر، وبحلول نهاية العام، كانت لا تازل محطة Free M مغلقة، ولكن بعد إبرام اتفاق بين الصحفيين والنظام كمبادرة من مامي رافاتومانجا، أطلق سراح الصحفيين وأصبحا موالييّن لحكم راجولينا.

### محطات ترحيل الموجات القصيرة
وقعت حكومة مدغشقر اتفاقية مع Malagasy Global Business S.A في عام 2013 تنص على تشغيل محطة الترحيل المدغشقرية في بلدة تالاتا فولونودري، ومن ضمن عملائها الإذاعة الهولندية العالمية، وNHK World-Japan، و BBC World Service و Deutsche Welle، وإذاعة الفاتيكان، و Adventist World Radio و Free Press Unlimited

## الهواتف
- رمز الاتصال: +261
- بادئة المكالمات الدولية: 00
- الخطوط الرئيسية: 143,700 خط قيد الاستعمال، المركز 138 عالميًا (2012)
- الهواتف الخلوية المتنقلة: 8.6 مليون خط قيد الاستعمال، المركز 89 عالميًا (2012)
- كثافة الاتصالات السلكية واللاسلكية: 40 لكل 100 شخص، الهواتف الثابتة والخلوية المتنقلة معًا.
- نظام الهاتف: نظام الهاتف في المنطقة فوق المتوسط، وقد تم تحديث سنترال تلفون العاصمة أنتاناناريفو في أواخر التسعينات، ولكن لم يتم تطوير بقية نظام الهاتف التناظري، ولا خطوط الأسلاك المفتوحة، ولا الكابلات المحورية، ولا المرحل اللاسلكي بالمايكرويف، ولا وصلات التبعثر التروبوسفيري (2010)
- كابلات الاتصالات: اثنان؛ شبكة المحيط الهندي السفلية (LION) والتي تصل بين مدغشقر، ريونيون وموريشيوس؛ نظام الكابلات البحرية في شرق إفريقيا (EASSY) والذي يصل بين السودان وجيبوتي والصومال وكينيا وجزر القمر وتنزانيا ومدغشقر والموزمبيق وجنوب إفريقيا.
- المحطات الساتلية الأرضية: 1 Intelsat (المحيط الهندي) و 1 Intersputnik (منطقة المحيط الأطلسي) (2010)

## إنترنت
- النطاق رفيع المستوى:  .mg
- مستخدمي الإنترنت: 452,185 مستخدم، المركز رقم 133 عالميًا؛ مما يعادل 2.1% من السكان، المركز رقم 201 في العالم (2012)
- النطاق العريض الثابت: 9242 اشتراك، المركز رقم 150 في العالم والذي يعادل أقل من 0.5% من السكان، المركز رقم 187 في العالم (2012)
- النطاق العريض اللاسلكي: غير معروف (2012)
- مضيفوا الإنترنت: 38,392 مضيف، المركز رقم 127 في العالم (2012)
- IPv2: 62,208 عنوان مرصود، مما يشكل أقل من 0.5% من سكان العالم، 2.8 عنوان لكل 100 شخص (2012)
- مزودي خدمة الإنترنت (ISPs): [ بحاجة لمصدر ]
  - من 2006: [بحاجة لتحديث]
    - DTS, http://www.dts.mg/
    - Simicro, http://www.simicro.mg/
    - Blueline (Gulfsat), http://www.gulfsat.mg . كان Bluline أول مشغل في منطقة المحيط الهندي يطلق شبكة Wimax للوصول إلى الإنترنت ذات النطاق العريض في عام 2005.

### الرقابة على الإنترنت والمراقبة
بشكلٍ عامٍ، لا توجد قيود على الوصول إلى الإنترنت، أو تقارير تفيد بأن الحكومة الفعلية تراقب البريد الإلكتروني أو غرف الدردشة على الإنترنت، ومع ذلك، أدلى وزير الاتصالات الفعلي بعدة تصريحات خلال عام 2012 فما يتعلق بتقيد الإنترنت.
حيث أن المجموعات السياسية والأحزاب والنشطاء يستخدمون الإنترنت بشكلٍ واسعٍ في تطوير أجنداتهم ومشاركة الأخبار وف انتقاد الأحزاب الأخرى، وعلى الرغم من وجود اتهامات بالتخريب التقني لبعض مواقع الويب، إلا أن الإنترنت يعتبر الأكثر موثوقية من بين مختلف مصادر المعلومات، حيث أن العديد من خوادم الإنترنت كانت خارج البلاد ولا يمكن أن يضبطها النظام.
يمنح الدستور والقانون حرية التعبير، ولكن قد أعاق كلٌ من نظام الحكم الفعلي وممثل الجيش بشكلٍ نشط ومنهجي ممارسات حرية التعبير وحرية الصحافة، ويحظر القانون التدخل التعسفي الخصوصية، والعائلة، والمنزل، أو المراسلات، ولكن بيوت وأماكن عمل المجموعات المعارضة عرضة للتفتيش التعسفي دون وجود مذكرة تفتيش أو صدور أمر قضائي، وقد عاقب نظام الأمن أفراد العائلات على جرائم مزعومة فردية.

## وصلات خارجية
- NIC.mg, registrar for the .mg domain